# Peacham
Peacham ist eine Town im Caledonia County des Bundesstaates Vermont in den Vereinigten Staaten mit 715 Einwohnern (laut Volkszählung des Jahres 2020).

## Geografie

### Geografische Lage
Peacham liegt im Südwesten des Caledonia Countys, in den Green Mountains an der Grenze zum Washington County. Mehrere kleinere Flüsse durchfließen die Town in südöstlicher Richtung. Sie münden im Connecticut River. Es gibt mehrere Seen auf dem Gebiet der Town, der Größte ist der im Westen gelegene Peacham Pond, zentral auf dem Gebiet der Town befindet sich der Martins Pond und etwas nördlich von ihm der Foster Pond. Die Oberfläche der Town ist hügelig, die höchste Erhebung ist der 780 m hohe Cow Hill.

### Nachbargemeinden
Alle Entfernungen sind als Luftlinien zwischen den offiziellen Koordinaten der Orte aus der Volkszählung 2010 angegeben.
- Norden: Danville, 9,0 km
- Osten: Barnet, 14,7 km
- Südosten: Ryegate, 10,5 km
- Süden: Groton, 7,3 km
- Südwesten: Marshfield, 17,2 km
- Nordwesten: Cabot, 10,2 km

### Klima
Die mittlere Durchschnittstemperatur in Peacham liegt zwischen −9,44 °C (15 °Fahrenheit) im Januar und 20,0 °C (68 °Fahrenheit) im Juli. Damit ist der Ort gegenüber dem langjährigen Mittel der USA um etwa 9 Grad kühler. Die Schneefälle zwischen Mitte Oktober und Mitte Mai liegen mit mehr als zwei Metern etwa doppelt so hoch wie die mittlere Schneehöhe in den USA. Die tägliche Sonnenscheindauer liegt am unteren Rand des Wertespektrums der USA, zwischen September und Mitte Dezember sogar deutlich darunter.

## Geschichte
Der Grant für Peacham wurde von Benning Wentworth am 31. Dezember 1763 als Teil der New Hampshire Grants an Landspekulanten vergeben. 1773 wurde das Gebiet zwischen den Siedlern aufgeteilt. Die Besiedlung startete 1774.  Es ist nicht klar, woher der Name der Town stammt. Die konstituierende Versammlung der Town fand am 18. März 1783 statt. Die Kongregationale Kirche gründete sich 1794.
Die Caledonia County Grammer School, auch Peacham Academy genannt, wurde am 27. Oktober 1795 durch einen Akt der Legislative von Vermont in Peacham gegründet und im Jahr 1800 eröffnet. Sie war die weiterführende Schule für das Caledonia County. Ein bekannter ehemaliger Schüler war der Abolitionist und Repräsentant Thaddeus Stevens.

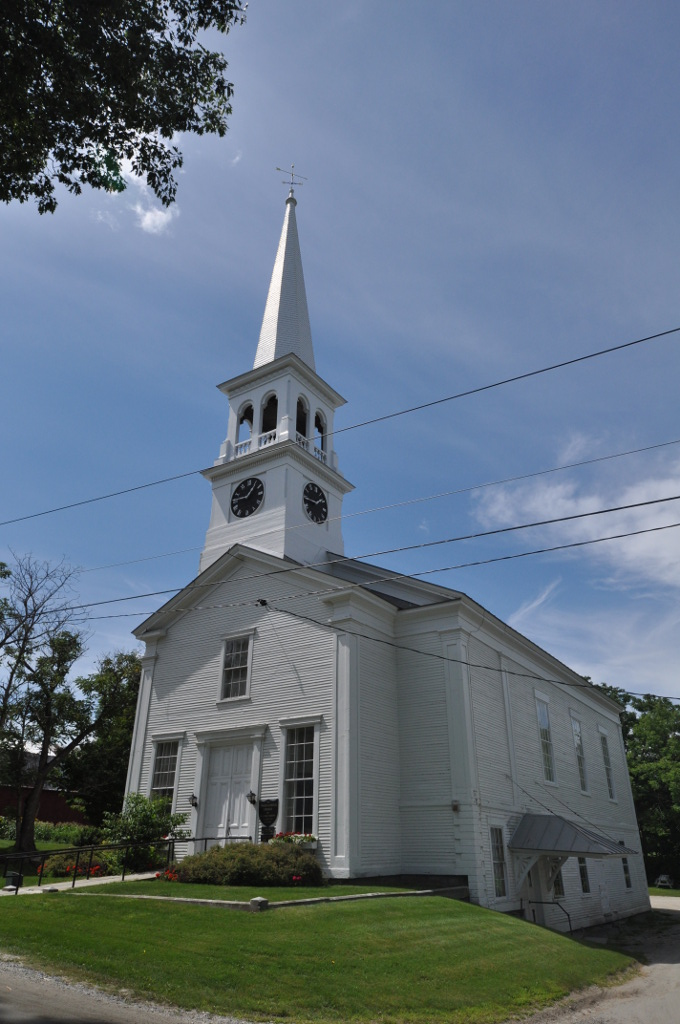
Kongregationalistische Kirche im Peacham Corner Historic District (2016)

In Peacham sind insgesamt vier Bauwerke und Stätten im National Register of Historic Places eingetragen (Stand 1. März 2020), darunter der Peacham Corner Historic District.

### Einwohnerentwicklung
| Volkszählungsergebnisse – Town of Peacham | Volkszählungsergebnisse – Town of Peacham | Volkszählungsergebnisse – Town of Peacham | Volkszählungsergebnisse – Town of Peacham | Volkszählungsergebnisse – Town of Peacham | Volkszählungsergebnisse – Town of Peacham | Volkszählungsergebnisse – Town of Peacham | Volkszählungsergebnisse – Town of Peacham | Volkszählungsergebnisse – Town of Peacham | Volkszählungsergebnisse – Town of Peacham | Volkszählungsergebnisse – Town of Peacham |
| Jahr                                      | 1700                                      | 1710                                      | 1720                                      | 1730                                      | 1740                                      | 1750                                      | 1760                                      | 1770                                      | 1780                                      | 1790                                      |
| ----------------------------------------- | ----------------------------------------- | ----------------------------------------- | ----------------------------------------- | ----------------------------------------- | ----------------------------------------- | ----------------------------------------- | ----------------------------------------- | ----------------------------------------- | ----------------------------------------- | ----------------------------------------- |
| Einwohner                                 |                                           |                                           |                                           |                                           |                                           |                                           |                                           |                                           |                                           | 365                                       |
| Jahr                                      | 1800                                      | 1810                                      | 1820                                      | 1830                                      | 1840                                      | 1850                                      | 1860                                      | 1870                                      | 1880                                      | 1890                                      |
| Einwohner                                 | 873                                       | 1301                                      | 1294                                      | 1351                                      | 1443                                      | 1377                                      | 1247                                      | 1141                                      | 1041                                      | 892                                       |
| Jahr                                      | 1900                                      | 1910                                      | 1920                                      | 1930                                      | 1940                                      | 1950                                      | 1960                                      | 1970                                      | 1980                                      | 1990                                      |
| Einwohner                                 | 794                                       | 777                                       | 657                                       | 620                                       | 543                                       | 501                                       | 433                                       | 446                                       | 531                                       | 627                                       |
| Jahr                                      | 2000                                      | 2010                                      | 2020                                      | 2030                                      | 2040                                      | 2050                                      | 2060                                      | 2070                                      | 2080                                      | 2090                                      |
| Einwohner                                 | 665                                       | 732                                       | 715                                       |                                           |                                           |                                           |                                           |                                           |                                           |                                           |

## Wirtschaft und Infrastruktur

### Verkehr
Der U.S. Highway 2 führt an der nördlichen Ecke der Town vorbei. Von ihm zweigt die Vermont State Route 232 in südlicher Richtung ab. Die Interstate 89 verläuft nicht weit der Town in nordsüdlicher Richtung des Connecticut Rivers.

### Öffentliche Einrichtungen
Es gibt in Peacham kein Krankenhaus. Das nächstgelegene Krankenhaus für die Bewohner der Town ist das Central Vermont Medical Center  in Berlin.

### Bildung

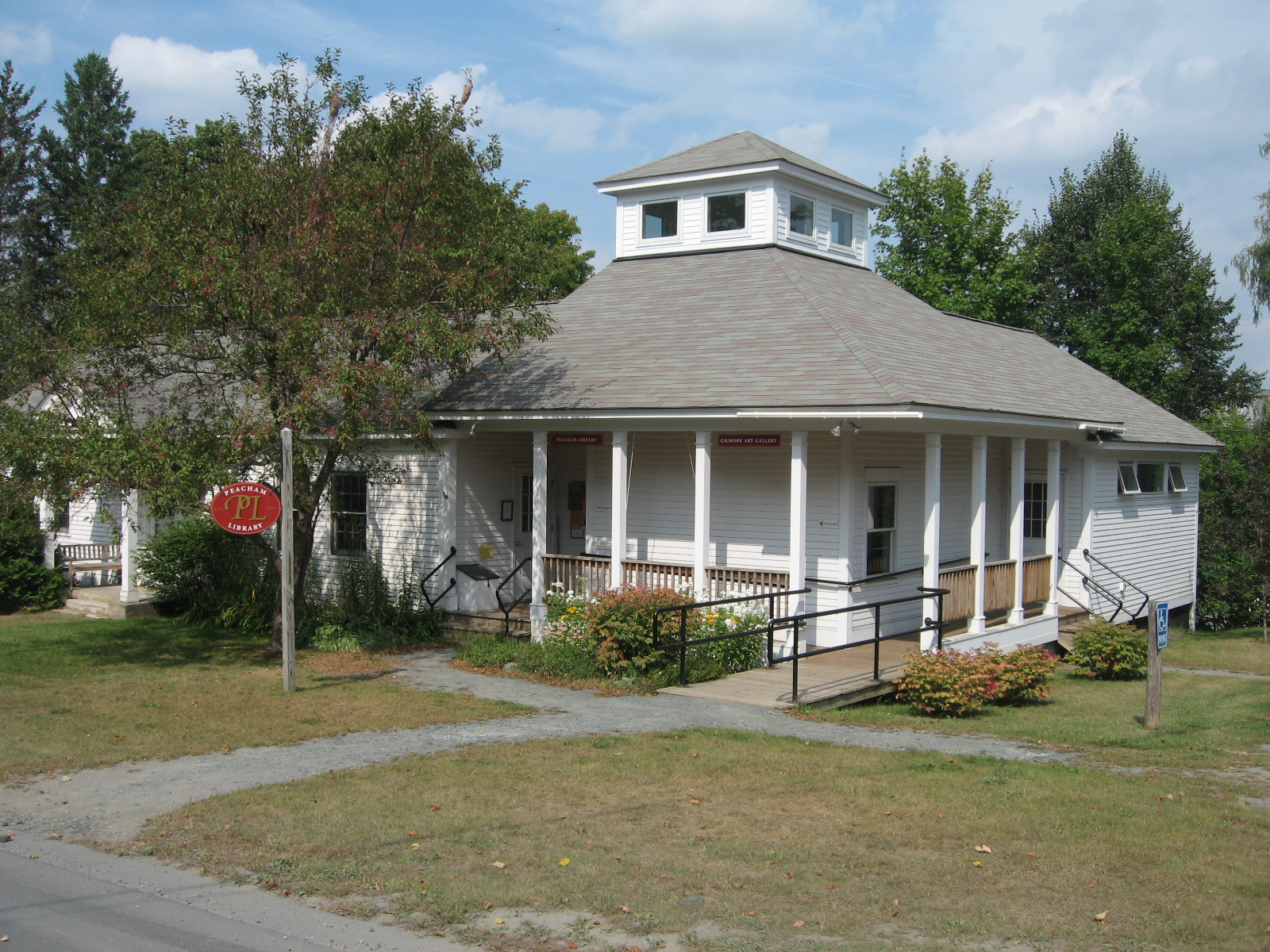
Peacham Library

In Peacham bietet die Peacham Elementary School Klassen von Pre-Kindergarten bis zum sechsten Schuljahr an.
Die Peacham Library wurde 1810 durch eine Gruppe Studenten der Caledonia County Grammar School, auch Peacham Academy genannt, gegründet. Sie nannten sie The Peacham Juvenile Library Society. In den ersten 100 Jahren ihres Bestehens gab es kein eigenes Gebäude für die Bibliothek. Die Büchersammlung befand sich in den unterschiedlichsten Geschäften des Villages Peacham Corner. 1855 ging die Bibliothek ins Eigentum der Town über durch das Gesetz 108 der General Assembly. Der Name wurde in Peacham Library, Inc. geändert. Heute ist sie die letzte verbliebene Bibliothek, die auf diese Gesetzesinitiative zurückgeht.
1909 bekam die Bibliothek ein Gebäude in Peacham Corner. Dieses brannte im Januar 1959 mit den bis dahin angeschafften Büchern ab. 1960 wurde ein neues Gebäude errichtet und durch Spenden neue Bücher angeschafft. Durch eine Spende von Horace Gilmore und einem Grant des Bundesstaates Vermont konnte im Jahr 2001 die Bücherei deutlich erweitert werden.

## Persönlichkeiten

### Söhne und Töchter der Stadt
- John Blanchard (1787–1849), Politiker und Abgeordneter im  US-Repräsentantenhaus
- George Brinton McClellan Harvey (1864–1928), Journalist und Diplomat

### Persönlichkeiten, die vor Ort gewirkt haben
- John Mattocks (1777–1847),  Gouverneur des Bundesstaates Vermont